# Olaf Stuger
Olaf Stuger, né le 3 mai 1969 à Driebergen, est un homme politique néerlandais.

## Biographie
D'abord membre du Liste Pim Fortuyn, il est élu député entre mai 2002 et janvier 2003, puis de nouveau lors des élections législatives de 2003. Lors des élections législatives de 2006, il échoue à se faire élire pour un troisième mandat.
Par la suite, il rejoint le Parti pour la liberté, sous les couleurs du duquel il est élu député européen lors élections européennes de 2014.